# Orotina (canton)
Orotina est un canton (deuxième échelon administratif) costaricien de la province de Alajuela au Costa Rica.